# نیتن هیلی
 نیتن هیلی (انگلیسی: Nathan Healey؛ زاده ۲۷ فوریهٔ ۱۹۸۰) یک تنیس‌باز اهل استرالیا است.